# バイセンテニアル・マン
『バイセンテニアル・マン』（The Bicentennial Man）は、アイザック・アシモフのSF小説である。1976年に発表され、後に同題の短編集（日本語版タイトル『聖者の行進』）に収録された。初訳時の題名は「二百周年を迎えた男」（『S-Fマガジン』1978年4月号）。

## 概要
芸術や工学の才を持ち、人間になりたいと願うロボット・アンドリュウの200年の生涯を描いている。ロボットと人間の境界線をテーマにした、アシモフのロボット物のひとつの境地と言える作品である。
元々は1976年のアメリカ建国200周年に因み「バイセンテニアル・マン（200歳の男）」という表題の作品を集めたアンソロジーのために書かれた作品だが、企画が諸事情で頓挫したために別のアンソロジーにて発表された（この辺りの事情はアシモフ自ら短編集『聖者の行進』の中で語っている）。
1976年のネビュラ賞 中編小説部門、及び1977年のヒューゴー賞 中編小説部門を受賞。
1993年にロバート・シルヴァーバーグにより長編化され、1999年にロビン・ウィリアムズ主演で映画化された（共に邦題『アンドリューNDR114』）。

## あらすじ
USロボット社で製造され、マーチン家に仕える事になった給仕ロボット。アンドリュウと名づけられた彼は偶然、芸術の才能を発揮する。主人の理解で自身の収入を得たアンドリュウは、それにより人間そっくりの外観を手に入れる。更に人工臓器の設計開発で名声と財を手に入れると同時に、その技術で自らの身体の内部も人間のものに近づけていく。
そして製造から150年後、長年の夢であった人間としての生存権を得るための法廷闘争に挑むアンドリュウ。長い闘いの末、人間になるために遂に彼が選んだ最後の選択とは…。

## 映画
『アンドリューNDR114』として1999年に映画化された。

## 短編集『聖者の行進』について
1976年、本作を表題作とする短編集（原題：The Bicentennial Man And Other Stories）が出版された（日本語版タイトル『聖者の行進』創元SF文庫）。アシモフがノンフィクションに執筆の中心を置いて久しい1970年代前半に書かれた作品を中心に収録している。特に『心にかけられたる者』は『バイセンテニアル・マン』と並んでアシモフのロボット物のひとつの境地であり、また『女の直感』は女性ロボ心理学者スーザン・カルヴィンの活躍する最後の作品である。

### 収録作品一覧

#### 女の直感（Feminine Intuition）
「JN5」はロボット工学の三原則にとらわれない、発想する機能を持ったロボットである。JN5は、人類が移住できる惑星を探している天文台に派遣された。天文台職員たちの行動や会話から、目当ての惑星のヒントを見つけるためである。JN5の女性を想わせるアルトの甘い声で、男たちは警戒を解き、質問には何でも答えた。また天文台の、どこにでも行くことができた。やがてJN5が3つの候補惑星を見つけたので、帰ってから報告するという連絡があった。ところが、乗っていた飛行機を隕石が直撃し、JN５もろとも破壊されてしまった。人類に適した候補惑星の発見は、夢におわるのか？。

#### ウォータークラップ （Waterclap）
月面基地で事故が起こり、20名の人命が失われた。その月面から主任安全技術者の男が、海底の実験施設を視察するために地球へやってきた。バチスカーフに乗って海底にやってきた男は、施設の人々に温かく迎えられた。施設の中を案内されるときも、男は無害のふりをした。だが男のポケットには、レーザー銃が忍ばせてあった。男の本当の使命は、この海底施設を原因不明の事故にみせかけて破壊することだった。そのため不要となるはずのその運営予算を、月面開発にまわさせることが目的なのである。

#### 心にかけられたる者（That Thou Art Mindful of Him）
USロボット社の研究部長ハリマンは、ロボット「ジョージ10」と対話をしていた。ロボット工学三原則の第一原則について、ハリマンが問うた。「若い有能な芸術家1人と、寝たきりの老人5人のどちらかを救わねばならない場合、どちらを選ぶか」。ジョージは答えた。「5人のほうです」。ロボット工学三原則の第一条から導かれる答えではそうなる。要するに、ロボットは融通がきかない。ジョージ10は、かつての巨大人工頭脳「マシン」よりも優れていた。ハリマンは、ジョージに人間の歴史や心理を教えて、ロボットにロボットの行動を考えさせることにした。ジョージ10はもう一台のロボット「ジョージ9」との対話を望んだ。2年間のうちに、人間が持つロボットへの不信感と恐れ、いわゆる「フランケンシュタイン・コンプレックス」を解決しなければならない。ジョージ10と9は対話を続けた。ロボットには必ず三原則が必要なのか、ロボットは必ず人間に似せて作らねばならないのか…。年月が過ぎて、フランケンシュタイン・コンプレックスを取り払う方法が見えてきた。

#### 天国の異邦人 （Stranger in Paradise）
太陽系の中で、月と火星はすでに植民地化され、大型の小惑星と木星の衛星にも人類は足跡をしるしていた。内惑星のうちで金星は魅力的ではないが、水星は違っていた。ロボットを水星へ送り込む計画がすすめられた。重力や温度、気圧などからロボット本体の製造は問題ないが、頭脳となるコンピューターは大型となってしまうため、本体に組み込むことができない。そこで水星におかれた体を、地球におかれる頭脳でコントロールすることになった。通信を確保するため、地球軌道と水星軌道には何基もの人工衛星が打ち上げられた。製造されたロボットは、アリゾナの砂漠でテストされた。はじめは、ぎこちない動きだったが、月日が経つとともに頭脳は着実に行動することを覚えていった。しかし及第点ではあったが、満足できるレベルではなかった。これ以上の上達は見込めないので、ロボットは水星に送りこまれた。そこの環境に合わせて設計されたロボットにとって、水星こそが「天国」だったのである。

#### マルチバックの生涯とその時代 （The Life and Times of Multivac）
マルチバックの端末を壊そうとした男の裁判で、バクストは有罪となるに足りる証言をした。人間を裏切る行為だったが、これはマルチバックにいい印象を与えた。バクストは孤独に、数学パズルを研究していた。マルチバックに直接会うことを申し込むと、それは許可された。彼はマルチバックに、数学パズルの解き方を相談した。これはマルチバックの全能力を使わねばならないような問題だった。バクストは特定の条件のもとでは、この機械の一か所に故障が起きれば、それが他の回路にも波及してシステム全体が破壊されることを知っていた。マルチバックが問題に気を取られているあいだに、バクストは一気に集合グリッドの接続を切った。急所を衝かれたマルチバックは再起不能となった。映像を見ている人々に向かってバクストが言った。「私は人間の自由を取り戻した。君たちもそれを望んでいたのだろう？」。

#### 篩い分け （The Winnowing）
1人の科学者が、細胞膜に物質の選択透過性を与える物質を発見した。これは個人の体質によって、何も起こらないか死を与える毒になるかのどちらかだった。世界食糧機構はこの物質に注目した。いま全世界は食料不足で、人口の削減が解決方法の一つとして検討されていた。人々が食べるものにこの物質を秘密裏に混入し、人の命を篩にかけようとしたのだ。この物質に耐性のある人間は生き残り、そうでない人間は死亡する。そして人口減少が起きれば、食料危機は回避されるのだ。だが科学者は、自分の発見がこんな目的に使われることに我慢できなかった。科学者は食料機構のメンバーを招待して、食事会を開催した。

#### バイセンテニアル・マン （The Bicentennial Man）
上記の「あらすじ」を参照。

#### 聖者の行進 （Marching In）
トロンボーン奏者の男が、精神病治療のコンサルタントになった。病院の医者から、うつ病患者を治療するには正常な脳波になるように、音響を耳から聞かせるのがいいと言われて、そのメロディを探すことになった。そして男は言った。「脳波など知られていない時代から、音楽家は人の心に訴えようとしてきた。この曲もそうです」。男はトロンボーンで、軽快に「聖者の行進」を吹き始めた。

#### 前世紀の遺物 （Old-fashioned）
小惑星帯で2人乗りの宇宙探鉱船が破壊された。乗員は無事だったが、燃料タンクを失い航行できない。無線機もめちゃめちゃで、救助を求めることもできない。どうやら小型ブラックホールに捕まったらしい。1人が船外に出て、近くの岩を何個も集めると、リズムをつけてブラックホールに投げ込みはじめた。そしてガンマ線放射による信号が、地球にも届くことになった。

#### 三百年祭殺人事件 （The Tercentenary Incident）
第57代大統領ウィンクラーは、無能で公約倒れのホラ吹きだった。何十万人もが集まった建国300年記念演説の壇上で、白煙とともに大統領の姿が消えた。群衆は騒ぎ出した。すると聞きなれた大統領の声が響きわたり、その姿が壇上にあらわれた。彼は言った。「私はなんともありません。今のは機械の故障です」。そのあとの演説は、これまでウィンクラーがしたどんな演説よりも素晴らしかった。その前から、ある噂が広まっていた。大統領とそっくりなロボットが作られて、国事行為にあたり、民衆と握手していると。その事件のあとで、ウィンクラー大統領は人が変わったように有能になった。実は、檀上で白煙にされたのは、無能な人間の大統領だったのだ。そのあとであらわれたロボット大統領は、世界連邦の結束を堅め、平和と建設的な協調を進めている。はたして、それが正しいことなのかはわからない。

#### 発想の誕生 （Birth of a Notion）
1976年から1925年へ、タイムマシンを発明した男は時間を飛び越えた。男はSFの愛読者で、それなりの科学知識を持っていた。過去の世界で男は、ベンチに座っている40代の紳士と会話をした。紳士はSF小説の雑誌を発行しようとしているが、誌名が決まっていないこと、自分はヒューゴー・ガーンズバックであることを語った。先進科学の話題と、SFの話で盛り上がる2人。やがて現代に戻るために自動セットしていた時間がやってきて、男は「タキオンで、時間旅行を。目をみはるような（英語でAmazing…）」と言い残して消えてしまった。紳士は唖然として、男の座っていたベンチを見ながら言った。「アメイジング…、ストーリー…」。

## 書誌情報
- 『聖者の行進』（池央耿訳、創元推理文庫SF） 1976年4月23日初版